# Jacob Astley (16e baron Hastings)
Pour les articles homonymes, voir Astley.
Jacob Astley, 16e baron Hastings (13 novembre 1797-27 décembre 1859), connu sous le nom de Jacob Astley, baronnet, entre 1817 et 1841, est un homme politique britannique whig. 

## Jeunesse et éducation

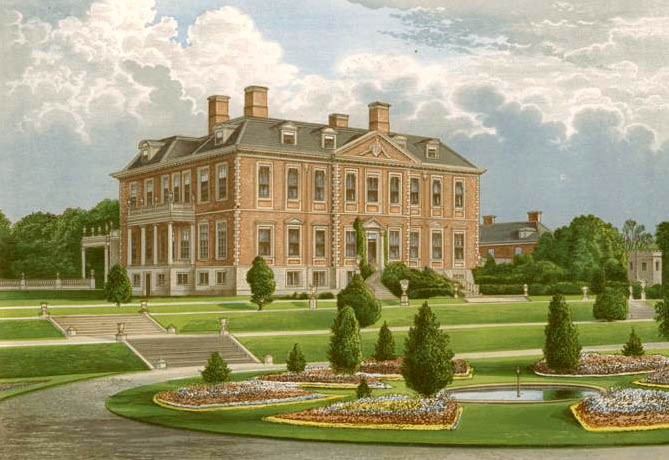
Melton Constable Hall, Norfolk

Il est le fils aîné de Jacob Astley (5e baronnet), et Hester, fille de Samuel Browne. Il fait ses études au Magdalen College d'Oxford. En 1817, il succède à son père comme baronnet et hérite du siège familial de Melton Constable Hall dans le Norfolk. 

## Carrière politique
Il est haut shérif de Norfolk entre 1821 et 1822. En 1832, il est élu au Parlement pour Norfolk West. En 1841, la Chambre des lords annonce qu'il est l'un des cohéritiers de la baronnie de Hastings, une pairie qui est en sommeil depuis 1389 et techniquement suspendue depuis 1542, en tant que descendant d'Elizabeth, fille de Hugh Hastings, de jure 14e baron Hastings. À cette époque, il vivait à Melton Constable. Plus tard la même année, la suspension est levée en sa faveur et il est admis à la Chambre des Lords. 

## Famille
Il épouse Georgiana Caroline, fille de Henry Dashwood (3e baronnet), en 1819. Ils ont deux fils. En 1835, Georgiana donne naissance à une fille, nommée Georgiana, engendrée par le capitaine Thomas Garth du XVe hussards. Elle est décédée en juin de la même année, à l'âge de 39 ans. Lord Hastings est décédé en décembre 1859, à l'âge de 62 ans, et son fils aîné, Jacob, lui succède. 